# Terciar
| Era      | Pod-era | Perioda  | Epoha    | Čas (v 106 let) |
| -------- | ------- | -------- | -------- | --------------- |
| Kenozoik |         | Kvartar  | Kvartar  | mlajši          |
| Kenozoik | Terciar | Neogen   | Pliocen  | 2,588 - 5,332   |
| Kenozoik | Terciar | Neogen   | Miocen   | 5,332 - 23,03   |
| Kenozoik | Terciar | Paleogen | Oligocen | 23,03 - 33,9    |
| Kenozoik | Terciar | Paleogen | Eocen    | 33,9 - 55,8     |
| Kenozoik | Terciar | Paleogen | Paleocen | 55,8 - 65,5     |
| Mezozoik |         | Kreda    | Kreda    | starejši        |

Terciar je geološka doba v kenozoiku, ki se je začela približno pred 64 milijoni let s koncem krede in končala z začetkom kvartarja pred približno 1,6 milijonom let. Terciar razdelimo na pet geoloških obdobij: paleocen, eocen, oligocen, miocen in pliocen.
Pojavijo se prvi kopitarji.